# NGC 3412
NGC 3412 (również PGC 32508 lub UGC 5952) – galaktyka soczewkowata (SB0), znajdująca się w gwiazdozbiorze Lwa. Została odkryta 8 kwietnia 1784 roku przez Williama Herschela. Galaktyka ta należy do Grupy galaktyk Lew I.